# Étienne Grade
Étienne Grade (ur. 12 marca 1875) – szermierz reprezentujący Belgię, uczestnik letnich igrzysk olimpijskich w Londynie w 1908 roku.